# Rats
Rats (hebreu: רצ), oficialment Moviment pels Drets Civils i la Pau (hebreu: התנועה לזכויות האזרח ולשלום, ha-Tenuà li-Zekhuyyot ha-Ezrà ve-Xalom) va ser un partit polític esquerrà d'Israel fundat el 1973 i que es va fusionar amb Mérets el 1997.
Fou fundat el 1973 per Shulamit Aloni, antiga diputada de l'Alineació 48 hores després d'haver deixat el partit. Com a membre del grup pacifista israelià s'oposava a l'ocupació de Cisjordània i de la Franja de Gaza i va reclamar un acord de pau amb l'Organització per l'Alliberament de Palestina. El partit defensava el laïcisme, la separació de la religió i l'Estat, i els drets civils, en particular els drets de la dona, un tema molt proper a Aloni. També va ser un notable lluitador contra la corrupció i per a tenir una constitució escrita, i Aloni va ser la iniciadora del subcomitè de lleis bàsiques de la Kenésset (equivalent israelià de la Constitució). Durant un temps, també dona suport a la reforma electoral.
A les eleccions legislatives d'Israel de 1973 el partit va obtenir el 2,2% dels vots i tres escons a la Kenésset (Aloni, Marcia Freedman i Booz Moav). El partit aviat es va guanyar el nom popular Rats, ja que utilitza les lletres Reix - Tsadi a la papereta electoral. Arran de la dimissió de Golda Meïr el partit va formar part del govern d'Isaac Rabin i Aloni en fou ministre sense cartera. Aquest va ser un dels pocs períodes en la història política d'Israel en què els partits de la coalició no eren els partits religiosos. L'acord va durar només uns pocs mesos i quan el Partit Nacional Religiós es va unir a la coalició, Rats la va deixar.
En 1975, el partit es va fusionar amb Aryeh Eliav, un diputat independent que s'havia separat de l'Alineació per formar un nou partit, Yaad - Moviment pels Drets Civils. Tanmateix, es va separar l'any següent i, Aloni i Moaz reformaren Rats. Freedman no retornà, sinó que formà la Facció Socialdemòcrata (posteriorment anomenada Facció Socialista Independent) amb Eliav, i va trencar de nou per a formar part del Partit de les Dones abans de les eleccions de 1977. Així mateix, abans de les eleccions de 1977, la Facció Socialista Independent es va unir amb altres petits partits d'esquerra (Moked, Meri i les Panteres Negres) per a formar el Camp d'Esquerra d'Israel.
A les eleccions legislatives d'Israel de 1977 i 1981 només va obtenir un escó per a Aloni. Durant la sessió de la Kenésset que es van fusionar amb l'Alineació, però es va separar de nou abans que d'acabar el mandat.
Abans de les eleccions de 1984 el Camp d'Esquerra d'Israel es va fusionar en el Rats. Les eleccions van suposar una millora a les dues anteriors, i el partit va obtenir tres escons. Durant la sessió de la Kenésset, el partit va obtenir dos escons més quan Yossi Sarid i Mordechai Virshubski, ex membres de l'Alineació i Xinnuy respectivament, es van unir al partit. El partit mantingué els seus cinc escons a les eleccions de 1988.
Abans de les eleccions de 1992 va formar una aliança amb Mappam i Xinnuy anomenada Mérets, mentre que manté la seva condició d'independent dins de la unió. El nou partit va tenir èxit, guanyant 12 escons, dos més que la suma dels partits a la Kenésset anterior. Abans de les eleccions de 1996 Aloni finalment va perdre el lideratge del partit, derrotada per Sarid a les eleccions internes, i es va retirar de la política. El 1997 la fusió dins Mérets es va fer oficial (encara que diversos membres de Xinnuy dirigits per Avraham Poraz es van mantenir com un partit independent, mentre que David Zucker va esdevenir diputat independent), i Rats deixà d'existir.

## Resultats electorals
| Any  | Líder          | Vots           | %              | Escons  | +/– | Govern             |
| ---- | -------------- | -------------- | -------------- | ------- | --- | ------------------ |
| 1973 | Shulamit Aloni | 35,023         | 2.2            | 3 / 120 | Nou | Oposició (1973–74) |
| 1973 | Shulamit Aloni | 35,023         | 2.2            | 3 / 120 | Nou | Coalició (1974)    |
| 1973 | Shulamit Aloni | 35,023         | 2.2            | 3 / 120 | Nou | Oposició (1974-77) |
| 1977 | Shulamit Aloni | 20,621         | 1.2            | 1 / 120 | 2   | Oposició           |
| 1981 | Shulamit Aloni | 27,921         | 1.4            | 1 / 120 | =   | Oposició           |
| 1984 | Shulamit Aloni | 49,698         | 2.4            | 3 / 120 | 2   | Oposició           |
| 1988 | Shulamit Aloni | 97,513         | 4.3            | 5 / 120 | 2   | Oposició           |
| 1992 | Shulamit Aloni | Dins de Mérets | Dins de Mérets | 6 / 120 | 1   | Coalició           |
| 1996 | Yossi Sarid    | Dins de Mérets | Dins de Mérets | 4 / 120 | 2   | Oposició           |